# SN 2002ic
SN 2002ic – supernowa typu Ia-pec odkryta 13 listopada 2002 roku w galaktyce A013002+2153. W momencie odkrycia miała maksymalną jasność 18,50m.